# Pommersche Landsmannschaft
Pommersche Landsmannschaft (z niem. Ziomkostwo Pomorskie) – organizacja promująca jedność Pomorzan, pragnąca reprezentować wszystkich Niemców, którzy zostali wysiedleni po 1945 roku z terenów dawnego niemieckiego Pomorza.

## Historia
W styczniu 1947 roku z prywatnej inicjatywy zaczęło ukazywać się pismo Pommern-Brief (List Pomorski). Powstały także niepowiązane ze sobą lokalne grupy przesiedleńców z Pomorza Zachodniego. To z kolei doprowadziło do założenia 18 maja 1948 roku Ziomkostwa Pomorskiego, początkowo działającego w Trizonii, a od 1949 na całym obszarze Niemiec. W lipcu 1948 założono Arbeitsgemeinschaft der Heimatkreise, z której w 1967 roku rozwinął się Pommerscher Kreis- und Städtetag. 30 i 31 lipca 1949 roku odbyło się pierwsze zebranie Pommersche Abgeordnetenversammlung (Zgromadzenia Reprezentantów), na którym wyłoniono zarząd. W 1950 roku powstała główna siedziba związku w Hamburgu. W tym samym roku ówczesny rzecznik ziomkostwa złożył podpis pod Kartą Wypędzonych.

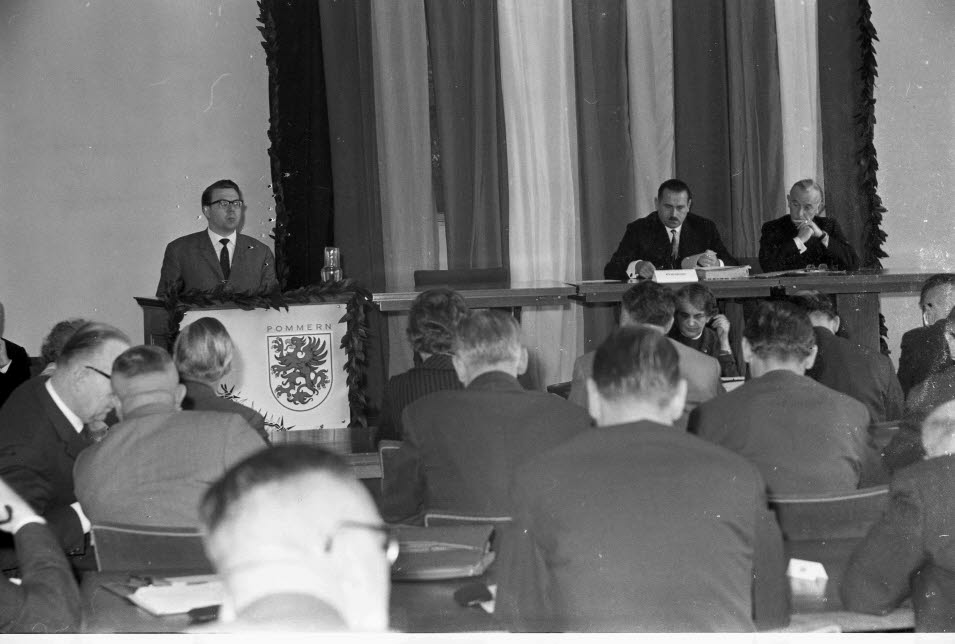
Spotkanie Zgromadzenia Reprezentantów Pomorza w parlamencie w Kilonii (1963)

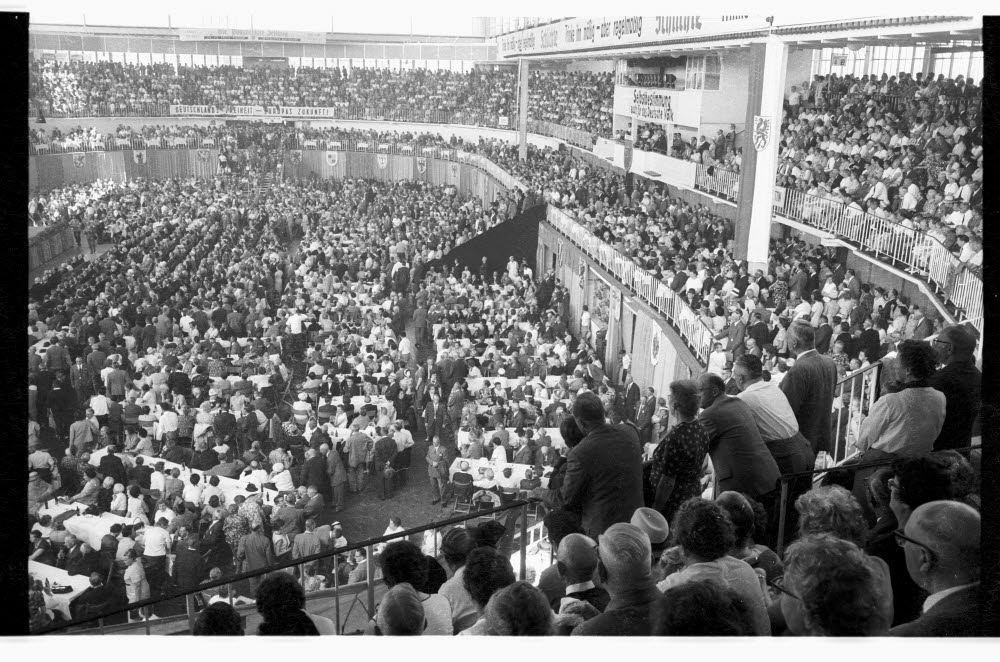
Zjazd Pomorzan w Ostseehalle w Kilonii (1968)

22 sierpnia 1954 roku kraj związkowy Szlezwik-Holsztyn objął Ziomkostwo swoim patronatem. Od tego czasu aż do zjednoczenia Niemiec na tamtejszym parlamencie powiewała błękitno-biała flaga Pomorza. Landtag Szlezwika-Holsztynu przyjął 16 grudnia 1966 r. ustawę powołującą do życia Fundację Pomorską (Stiftung Pommern). Zadaniem fundacji była opieka nad dziełami sztuki pochodzącymi z byłej prowincji pomorskiej, które znajdowały się na terenie Republiki Federalnej Niemiec. Najbardziej znaczące zbiory (m.in. malarskie) były prezentowane na Zamku Kilońskim.
1 maja 1973 roku Zarząd Krajowy Ziomkostwa przyjął Manifest Pomorzan (Manifest der Pommern), uchwalony pod koniec miesiąca przez Zgromadzenie Reprezentantów.
W styczniu 1987 rozpoczęto budowę Centrum Pomorskiego w Travemünde (dzielnica Lubeki), które zostało otwarte przez prezydenta Richarda von Weizsäckera 5 września 1988 roku. Centrum funkcjonowało do 2017 roku, kiedy to zostało sprzedane.
Po zjednoczeniu od 1 do 3 maja 1992 roku w Stralsundzie odbył się pierwszy ogólnoniemiecki zjazd Pomorzan.
W 1999 roku zbiory Fundacji zostały przeniesione z Kilonii do Greifswaldu do nowo utworzonego Państwowego Muzeum Pomorskiego.
1 stycznia 1995 ziomkostwo przekształciło się w związek centralny (Pommersche Landsmannschaft – Zentralverband e. V.), jednak w 2008 roku ponownie nastąpił podział na Ziomkostwo Pomorskie i Pomorskie Stowarzyszenie Centralne. W październiku 2017 roku Pomorskie Stowarzyszenie Centralne ogłosiło upadłość. Mimo to Ziomkostwo Pomorskie nadal istnieje.

## Organizacja
Ziomkostwo Pomorskie zostało założone 18 maja 1948 roku. Jest członkiem Związku Wypędzonych (BdV). Siedzibą stowarzyszenia pozostaje Lubeka-Travemünde.
Organami Ziomkostwa Pomorskiego są Pomorskie Zgromadzenie Delegatów (Pommersche Delegiertenversammlung; do 2007: Pomorskie Zgromadzenie Reprezentantów) oraz Zarząd Federalny. Na czele Zarządu stoi rzecznik.

### Pommerscher Kreis- und Städtetag
Związek Powiatów i Miast Pomorskich (Pommerscher Kreis- und Städtetag; PKST) obejmuje 28 powiatów dawnego Pomorza.
Odbywa się coroczne spotkanie jako walne zgromadzenie i zwykle dwa spotkania kulturalne w roku.

### Pommerscher Zentralverband
Pomorskie Stowarzyszenie Centralne (Pommerscher Zentralverband e.V.) utrzymywało działalność Ziomkostwa, przede wszystkim finansując Centrum Pomorskie z Akademią Bałtycką. Było także wydawcą publikacji Ziomkostwa.

## Rzecznicy Ziomkostwa Pomorskiego
- 1948–1953: Herbert von Bismarck;
- 1953–1970: Oskar Eggert(inne języki);
- 1970–1990: Philipp von Bismarck;
- 1990–1999: Günter Friedrich(inne języki);
- 1999–2000: Wolfgang Müller-Michaelis;
- 2000–2001: wakat;
- 2001–2007: Ilse Gudden-Lüddeke;
- 2007–2013: Hartmut Saenger(inne języki);
- 2013–2015: wakat;
- od 2015: Adalbert Raasch i Margrit Schlegel[1].

## Pommern-Zentrum (1988-2017)

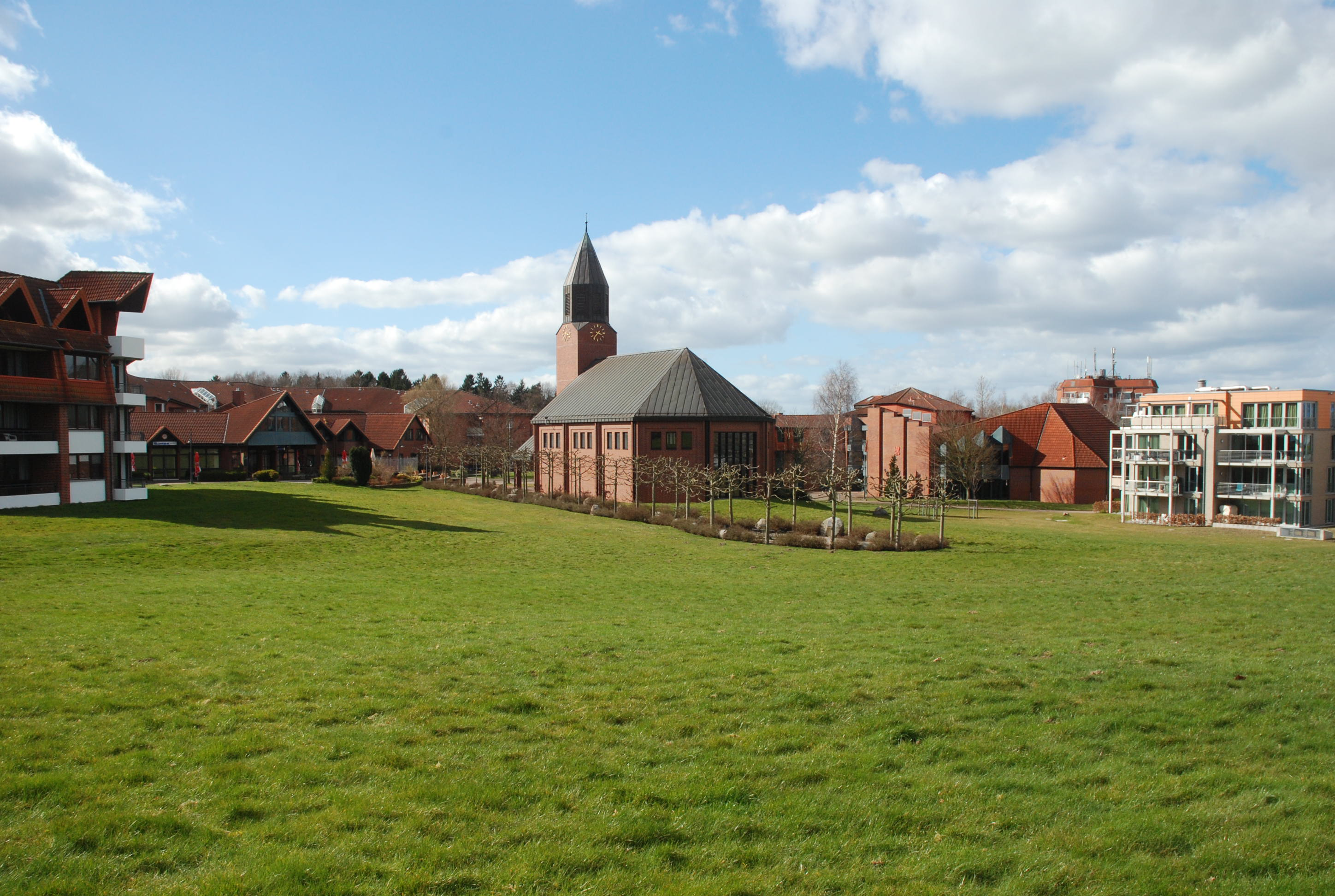
Widok na Centrum Pomorskie wraz z Kościołem Pojednania (2015)

Pommern-Zentrum (Centrum Pomorskie) w Travemünde zostało otwarte 5 września 1988 roku przez prezydenta federalnego Richarda von Weizsäckera. Od tego czasu znajdująca się w nim Akademia Bałtycka oferowała przestrzeń dla seminariów i wycieczek mających na celu porozumienie i dialog ze wschodnimi sąsiadami Niemiec.
Od 1989 roku Centrum Pomorskie posiadało obszerną bibliotekę, liczącą ok. 30 tys. woluminów. Mieściła się tam także biblioteka i archiwum stowarzyszenia Pommerscher Greif. W 2015 roku biblioteka została zamknięta, a zasoby przejęte przez Pommerscher Greif i przeniesione do Züssow.
Niewypłacalne Pomorskie Stowarzyszenie Centralne w 2017 roku sprzedało majątek Centrum Pomorskiego. Spośród obiektów Centrum dotychczas funkcjonuje jedynie Kościół Pojednania, który finansuje odrębna fundacja.

## Wystawa „Wypędzeni – i zapomniani?”
Wystawa „Wypędzeni – i zapomniani? Pomorze w historii Niemiec i Europy” (Vertrieben – und vergessen? Pommern in der deutschen und europäischen Geschichte) miała na celu upamiętnienie historii Pomorza oraz wysiedlenia Niemców z Europy Środkowej i Wschodniej w latach 1945–1950. W sierpniu 2013 roku wystawa miała zostać otwarta w parlamencie kraju związkowego Szlezwik-Holsztyn w Kilonii. Parlament nakazał jednak zmiany lub usunięcie poszczególnych treści. Ziomkostwo nie zastosowało się do tego, stojąc na stanowisku, że wystawa może być pokazana jedynie w całości, a usuwanie fragmentów prowadzi do zafałszowania historię Pomorza i wypędzenia Pomorzan.

## Patronat
Kraj związkowy Szlezwik-Holsztyn ogłosił 16 sierpnia 1954 patronat nad wysiedlonymi z ojczyzny mieszkańcami Pomorza. Za rządów premier Heide Simonis (SPD) land ostatecznie zakończył patronat. Nawet za jej następcy, premiera Petera Harry’ego Carstensena (CDU), nie został on wznowiony.

## Pommerscher Kulturpreis

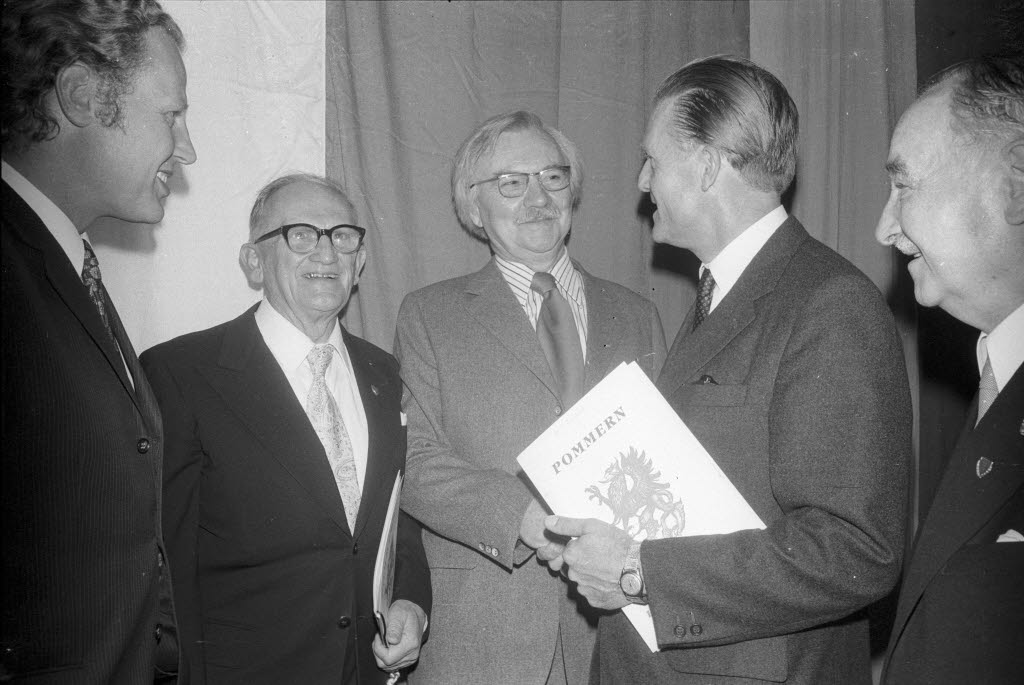
Wręczenie Pomorskiej Nagrody Kulturalnej przez Philippa von Bismarcka (drugi od prawej) Johannes Paul (drugi od lewej) i Bruno Müller-Linow (w środku; 1973)

Ziomkostwo Pomorskie przyznaje od 1962 roku Pomorską Nagrodę Kulturalną (Pommerscher Kulturpreis). Laureatami zostali:
- 1962: Gustav Wimmer(inne języki), malarz[6]
- 1963: Wilhelm Wapenhensch(inne języki), kompozytor
- 1964: Bernhard Trittelvitz(inne języki), pisarz
- 1965: Erich Böhlke, kompozytor i dyrygent
- 1966: Paul Dahlke(inne języki), aktor
- 1967: Ernst Zahnow(inne języki), badacz historii lokalnej
- 1968: Gerd Lüpke(inne języki), pisarz, autor słuchowisk i lektor
- 1970: Oskar Eggert(inne języki), nauczyciel i historyk
- 1971: Immanuel Meyer-Pyritz(inne języki), malarz, grafik i historyk sztuki
- 1972: Willi Schultz(inne języki), kolekcjoner pomorskich tańców i pieśni ludowych; Hans-Albert Walter(inne języki), malarz
- 1973: Johannes Paul(inne języki), historyk; Bruno Müller-Linow(inne języki), malarz
- 1974: Eike Haenel(inne języki), dyrektor artystyczny zespołu tańca i folkloru „Ihna”
- 1976: Klaus Granzow(inne języki), aktor i pisarz
- 1980: Otto Kunkel(inne języki), historyk
- 1981: Siegfried Gliewe(inne języki), pisarz
- 1982: Roderich Schmidt(inne języki), historyk
- 1984: Walter Görlitz(inne języki), pisarz, historyk i publicysta
- 1985: Gerhard Eimer(inne języki), historyk sztuki[7]
- 1986: Wolfgang Koeppen, pisarz[8]
- 1987: Kurt Graunke, kompozytor i dyrygent
- 1991: Norbert Buske, teolog i polityk
- 1992: Hans Werner Richter, pisarz
- 1993: Hans-Jürgen Heise(inne języki), pisarz
- 1995: Joachim Wächter(inne języki), archiwista i historyk
- 1996: Helmut Maletzke(inne języki), malarz[9]
- 1998: Ingrid Seddig(inne języki), rzeźbiarka[10]; Horst Hähle(inne języki), malarz na szkle
- 2002: Dietlinde Bonnlander, malarka[11]
- 2004: Hans Reddemann(inne języki), lekarz[12]
- 2006: Johannes Hinz(inne języki), malarz i autor non-fiction
- 2008: Alfred Gomolka, geograf i polityk (CDU)[13]
- 2010: Uwe Schröder, historyk i dyrektor Państwowego Muzeum Pomorskiego[14]
- 2012: Hans Mai i Manfried Bauer, za pracę nad historią zakładu Stoewer[15]
- 2018: Haik Thomas Porada(inne języki), historyk